# Orgia (Pasolini)
Orgia è un'opera teatrale, una tragedia in versi costituita da un prologo e sei episodi, di Pier Paolo Pasolini.
Fu prodotta la prima volta nel novembre 1968 dal Teatro Stabile di Torino e rappresentata allo spazio Deposito d'Arte Presente di Torino (spazio autogestito e autofinanziato, che ospitava opere dell'Arte Povera e azioni teatrali).
Diretta da Pasolini stesso, era interpretata da Laura Betti, nel ruolo della Donna, e da Luigi Mezzanotte, nel ruolo dell'Uomo. Pasolini non ne vide mai la pubblicazione, poiché essa avvenne postuma per Garzanti. Solo un primo episodio della tragedia venne pubblicato sui Quaderni del Teatro Stabile di Torino nello stesso anno della rappresentazione.

## Trama
La vicenda si sviluppa in sei brevi episodi ambientati nella camera da letto dell’Uomo e della Donna, coniugi di mezza età appartenenti alla ricca borghesia cittadina.
I primi due atti si svolgono durante la notte di Pasqua: la coppia si prepara a consumare un rapporto di estremo sadomasochismo. L’Uomo è carnefice ma nello stesso tempo è sfruttato dalla Donna che accetta ogni violenza con felicità ed obbedienza, complice del proprio sfruttamento. Si tratta di un rito che rivela la vera natura dei rapporti sociali, attraverso di esso entrambi scoprono come la violenza dei rapporti di potere sorregge ogni realtà sociale. Incapace di ripristinare una inconsapevole e tacita obbedienza al potere, la Donna si suicida.
L'Uomo ripropone lo stesso rito, senza però riuscirci, ad una prostituta. Rimasto solo si ribella alla sfera del potere e rivendica la propria diversità vestendosi da donna. Ma la scissione dei due ruoli, l'Autorità, il Potere, il Padre da una parte e la sua diversità dall'altra, porta anche lui al suicidio. Si impicca dopo il monologo finale, rivolto direttamente agli spettatori.

## Rappresentazioni
- 1968, Prima assoluta, produzione: Teatro Stabile di Torino, teatro Deposito d'Arte Presente di Torino, regia di Pier Paolo Pasolini, scenografia Mario Ceroli, musiche di Ennio Morricone, con Laura Betti, Luigi Mezzanotte e Nelide Giammarco.
- 1982, teatro dell'orologio, Roma, regia di Lorenzo Salveti, scene di Bruno Bonincontri, musiche di Paolo Terni, con Brizio Montinaro, Maria Grazia Grassini e Francesca Codispoti
- 1984, produzione: Teatro Stabile di Torino, Centre Georges Pompidou, Festival d'Automne, Parigi, regia di Mario Missiroli, scenografia e costumi di Enrico Job, con Laura Betti, Alessandro Haber e Daniela Vitali.
- 1998, produzione: Teatro Metastasio di Prato, regia di Massimo Castri, scenografia di Maurizio Balò, con Stefano Santospago, Laura Marinoni e Cristina Spina.
- 2002, produzione: Teatro di Dioniso di Torino, regia di Valter Malosti, con Valter Malosti, Michela Ciscon e Claudia Coli